# Șantajare
Șantajarea este acțiunea de a șantaja, adică fapta de constrângere exercitată asupra cuiva, prin amenințarea cu divulgarea unui secret compromițător sau prin alte mijloace de intimidare, cu scopul de a dobândi în mod injust un folos, bani sau favoruri pentru sine sau pentru altul.  A face uz de șantaj sau a supune unui șantaj, a face să fie cuprins de frica divulgării unui secret.